# Together (singel TVXQ)
Together – piętnasty singel południowokoreańskiego zespołu TVXQ, wydany w Japonii 19 grudnia 2007 roku przez Rhythm Zone. Został wydany w trzech edycjach: limitowanej CD+DVD, regularnej CD i „Fan Club Members Only”. Osiągnął 4 pozycję w rankingu Oricon i pozostał na liście przez 6 tygodni, sprzedał się w nakładzie 39 595 egzemplarzy w Japonii i 6235 w Korei Południowej.

## Lista utworów

### CD
| CD | CD                                | CD           | CD            | CD           | CD      |
| Nr | Tytuł utworu                      | Tekst        | Kompozycja    | Aranżacja    | Długość |
| -- | --------------------------------- | ------------ | ------------- | ------------ | ------- |
| 1. | „Together”                        | H.U.B.       | Hiroaki Hara  | AKIRA        |         |
| 2. | „Together” (Kids Chorus ver.)     | H.U.B.       | Hiroaki Hara  | AKIRA        |         |
| 3. | „Forever Love” (Bell'n'Snow Edit) | Ryōji Sonoda | Ichirō Fujiya | Jin Nakamura |         |
| 4. | „Together” (Less Vocal)           |              | Hiroaki Hara  | AKIRA        |         |

### CD+DVD
| CD | CD                      | CD     | CD           | CD        | CD      |
| Nr | Tytuł utworu            | Tekst  | Kompozycja   | Aranżacja | Długość |
| -- | ----------------------- | ------ | ------------ | --------- | ------- |
| 1. | „Together”              | H.U.B. | Hiroaki Hara | AKIRA     |         |
| 2. | „Together” (Less Vocal) |        | Hiroaki Hara | AKIRA     |         |

| DVD | DVD                     | DVD     |
| Nr  | Tytuł utworu            | Długość |
| --- | ----------------------- | ------- |
| 1.  | „Together” (Video Clip) |         |
| 2.  | „Off Shot Movie”        |         |